# 徳島県議会
徳島県議会（とくしまけんぎかい）は、徳島県に設置されている地方議会である。

## 概要

### 任期
4年。議会が解散されれば、その時点で失職する。

### 定数
38人。

### 選出方法
郡市単位で選挙区を人口配分で分け、区により中選挙区制と小選挙区制を実施。

### 事務局
総務課
- 庶務事務及び予算経理事務
- 議長及び副議長の秘書に関する事務 等

議事課
- 本会議に関する運営事務
- 常任委員会、議会運営委員会等に関する事務
- 請願及び陳情に関する事務 等

政策調査課
- 議会活動に必要な調査及び資料の収集整備
- 特別委員会に関する事務
- 広報に関する事務 等

## 会派
| 会派名               | 議員数 | 党派                   | 女性議員数 | 女性議員の比率(%) |
| -------------------- | ------ | ---------------------- | ---------- | ----------------- |
| 徳島県議会自由民主党 | 15     | 自由民主党             | 1          | 6.67              |
| 自由民主党県民会議   | 5      | 自由民主党             | 0          | 0                 |
| 新しい県政を創る会   | 5      | 立憲民主党1・無所属4   | 1          | 20                |
| グローカルplus       | 4      | 自由民主党             | 0          | 0                 |
| 公明党徳島県議団     | 2      | 公明党                 | 0          | 0                 |
| 真政会               | 2      | 自由民主党             | 0          | 0                 |
| 日本共産党           | 1      | 日本共産党             | 1          | 100               |
| 護民官               | 1      | 無所属（元日本共産党） | 0          | 0                 |
| 元気とくしま         | 1      | 無所属                 | 0          | 0                 |
| 日本維新の会         | 1      | 日本維新の会           | 0          | 0                 |
| 川友会               | 1      | 自由民主党             | 0          | 0                 |
| 現員                 | 38     |                        | 3          | 7.89              |

## 選挙区・有権者数
| 選挙区             | 定数 | 市町村           | 有権者数 |
| ------------------ | ---- | ---------------- | -------- |
| 徳島選挙区         | 10   | 徳島市・名東郡   | 214,764  |
| 鳴門選挙区         | 3    | 鳴門市           | 48,545   |
| 小松島・勝浦選挙区 | 3    | 小松島市・勝浦郡 | 37,905   |
| 阿南選挙区         | 4    | 阿南市           | 60,783   |
| 吉野川選挙区       | 2    | 吉野川市         | 34,614   |
| 阿波選挙区         | 2    | 阿波市           | 31,344   |
| 美馬選挙区         | 2    | 美馬市・美馬郡   | 32,018   |
| 三好第1選挙区      | 2    | 三好市           | 21,889   |
| 名西選挙区         | 2    | 名西郡           | 26,170   |
| 那賀選挙区         | 1    | 那賀郡           | 7,118    |
| 海部選挙区         | 2    | 海部郡           | 17,237   |
| 板野選挙区         | 4    | 板野郡           | 81,981   |
| 三好第2選挙区      | 1    | 三好郡           | 12,009   |
| 合計               | 38   |                  | 626,377  |

1票の格差は3.02倍と極めて高く、那賀郡選挙区に於いては議員当たりの有権者数が全体平均すら下回っている。　2021/6/1現在

## 役員・委員会

### 正副議長
- 議長：岡田理絵（徳島県議会自由民主党）
- 副議長：須見一仁（徳島県議会自由民主党）

### 常任委員会
- 総務委員会
- 経済委員会
- 文教厚生委員会
- 県土整備委員会

### 特別委員会
- 広域交流対策特別委員会
- 過疎・少子高齢化対策特別委員会
- 防災対策特別委員会
- 環境対策特別委員会

### その他委員会
- 議会運営委員会

## 選挙結果
| 選挙日時      | 立候補者数 | 投票率 | 備考 |
| ------------- | ---------- | ------ | ---- |
| 2019年4月7日  | 47人       | 48.27% |      |
| 2015年4月12日 | 49人       | 45.53% |      |
| 2011年4月10日 | 60人       | 52.94% |      |
| 2007年4月8日  | 59人       | 59.63% |      |
| 2003年4月13日 | 56人       | 58.69% |      |

## 主な徳島県議会議員出身者
国会議員（現職）
- 山口俊一 - 自由民主党
- 福山守 - 自由民主党

国会議員（元職）
- 七条明（元衆議院議員）
- 井上普方（元衆議院議員）
- 三木亨（元参議院議員）
- 中村博彦（元参議院議員）
- 北岡秀二（元参議院議員）
- 内藤健（元参議院議員）

その他
- 大田正（元徳島県知事）
- 三木申三（元徳島県知事）
- 山本潤造（元徳島市長）
- 原秀樹（元徳島市長）
- 岩佐義弘（阿南市長）
- 岩浅嘉仁（元阿南市長）
- 原井敬（吉野川市長）
- 川真田哲哉（元吉野川市長）
- 藤田元治（元美馬市長）
- 高井美穂（三好市長、元衆議院議員）
- 黒川征一（元三好市長）
- 俵徹太郎（元三好市長、元池田町長）
- 矢野茂文（元鳴門市長）
- 亀井俊明（元鳴門市長）
- 吉田忠志（元鳴門市長）
- 中山俊雄（小松島市長）
- 西川政善（元小松島市長）